# Ace Attorney (anime)
Ace Attorney (逆転裁判 その「真実」、異議あり!, Gyakuten Saiban: Sono "Shinjitsu", Igiari!) est une série d'animation japonaise réalisée au sein du studio A-1 Pictures par Ayumu Watanabe, diffusée à partir d'avril 2016 sur NNS (ytv) au Japon et en simulcast sur Crunchyroll dans les pays francophones. Elle est adaptée des trois premiers jeux vidéo de la série de même nom.
Une seconde saison a été diffusée entre octobre 2018 et mars 2019.

## Synopsis
Nous suivons Phœnix Wright, un avocat qui arrive toujours à faire éclater la vérité au cours des plaidoiries qu’il mène. Porté par ses propres convictions, il est accompagné de son assistante Maya et a généralement à sa disposition les informations données par l’inspecteur Tektiv. En outre, Phœnix a régulièrement face à lui son grand rival et meilleur ami, le brillant procureur Benjamin Hunter, sur qui il peut compter pour l’aider à démasquer le véritable coupable derrière chaque affaire. Chaque épisode repose sur une enquête aboutissant au procès, sujet à d’extraordinaires rebondissements.

## Liste des épisodes

### Saison 1

#### Phoenix Wright: Ace Attorney
| No | Titre français                            | Titre japonais                    | Titre japonais                              | Date de 1re diffusion |
| No | Titre français                            | Kanji                             | Rōmaji                                      | Date de 1re diffusion |
| --- | ----------------------------------------- | --------------------------------- | ------------------------------------------- | --------------------- |
| 1 | La première volte-face                    | はじめての逆転                    | Hajimete no Gyakuten                        | 2 avril 2016          |
| Pour son premier procès, Phœnix Wright a choisi de défendre son ami Paul Defès à qui il doit une faveur. Dans cette affaire, Paul est accusé d'avoir tué son ex petite amie. |                                           |                                   |                                             |                       |
| 2 | La volte-face des sœurs: 1er procès       | 逆転姉妹 - 1st Trial              | Gyakuten Shimai Fāsuto Toraiaru             | 9 avril 2016          |
| Mia, la patronne de Phœnix, est retrouvée assassinée dans son cabinet. Seule Maya, la sœur de Mia, est présente sur les lieux du crime lorsque Wright découvre le crime. Il décide de la défendre. |                                           |                                   |                                             |                       |
| 3 | La volte-face des sœurs: 2e procès        | 逆転姉妹 - 2nd Trial              | Gyakuten Shimai Sekando Toraiaru            | 16 avril 2016         |
| Le procès débute et l'avocat se retrouve confronté à Benjamin Hunter, brillant procureur qui s'avère également être le meilleur ami d'enfance de Phœnix, et également la raison pour laquelle Wright est devenu avocat. Masha Vril, une jeune femme qui affirme avoir vu Maya commettre le crime, est appelée à venir témoigner. |                                           |                                   |                                             |                       |
| 4 | La volte-face des sœurs: Dernier procès   | 逆転姉妹 - Last Trial             | Gyakuten Shimai Rasuto Toraiaru             | 23 avril 2016         |
| À la suite des manigances de Redd White, Phœnix Wright se retrouve obligé de se défendre lui-même. Il peut toutefois compter sur l'aide de Maya pour l'aider dans cette épreuve. |                                           |                                   |                                             |                       |
| 5 | La volte-face du Samouraï: 1er procès     | 逆転のトノサマン - 1st Trial      | Gyakuten no Tonosaman Fāsuto Toraiaru       | 30 avril 2016         |
| Gustavo Lonté, l'acteur principal d'une série de samouraï, est accusé du meurtre d'un autre acteur de la même série. Après avoir accepté de le défendre, Phœnix et Maya se rendent au studio de cinéma pour enquêter. Le duo doit à nouveau faire face à Benjamin lors du procès. |                                           |                                   |                                             |                       |
| 6 | La volte-face du Samouraï: 2e procès      | 逆転のトノサマン - 2nd Trial      | Gyakuten no Tonosaman Sekando Toraiaru      | 7 mai 2016            |
| À la suite des révélations de Flavie Eïchouette, l'enquête reprend au studio de cinéma ce qui permet à l'avocat de découvrir l'identité du coupable. |                                           |                                   |                                             |                       |
| 7 | La volte-face du Samouraï: Dernier procès | 逆転のトノサマン - Last Trial     | Gyakuten no Tonosaman Rasuto Toraiaru       | 14 mai 2016           |
| Avec les informations qu'il a obtenu la veille, Phœnix Wright doit déterminer, au cours du procès, le mobile et le mode opératoire de l'assassin de Jacques Hammer et ainsi innocenter son client. Les choses s'annoncent compliquées, car Phœnix, quoique sûr de l'identité de l'assassin, est incapable de prouver sa culpabilité... Il reçoit alors l'aide inespérée de Benjamin pour l'aider à définitivement coincer le meurtrier. |                                           |                                   |                                             |                       |
| 8 | Adieux et volte-face: 1er procès          | 逆転、そしてサヨナラ - 1st Trial  | Gyakuten, soshite Sayonara Fāsuto Toraiaru  | 21 mai 2016           |
| À la surprise générale, Benjamin Hunter est accusé du meurtre d'un avocat au lac Gourd. L'affaire s'annonce compliquée, particulièrement car le jeune procureur avait un solide mobile pour commettre l'assassinat. Il s'avère en effet que la victime est liée à une très ancienne affaire datée de quinze ans auparavant, et qui a bouleversé la vie de nombreuses personnes... Désireux de défendre son meilleur ami depuis la primaire, et malgré les réticences de l'accusé, Phœnix parvient, avec l'aide de Maya à convaincre Hunter de les laisser assurer sa défense. |                                           |                                   |                                             |                       |
| 9 | Adieux et volte-face: 2e procès           | 逆転、そしてサヨナラ - 2nd Trial  | Gyakuten, soshite Sayonara Sekando Toraiaru | 28 mai 2016           |
| Confronté à Manfred Von Karma, un célèbre procureur et le mentor de Benjamin Hunter, Phoenix Wright doit réussir à trouver une faille dans la version soi-disant parfaite de l'accusation en s'appuyant sur les photos prises par l'appareil d'Éva Cozésouci. De théories en preuves, Wright va arriver à la conclusion que non seulement Durand n'est pas mort dans le lac où l'on a repêché son corps, mais qu'il avait même déjà été tué au moment où Benjamin rencontrait son interlocuteur. |                                           |                                   |                                             |                       |
| 10 | Adieux et volte-face: 3e procès           | 逆転、そしてサヨナラ - 3rd Trial  | Gyakuten, soshite Sayonara Sādo Toraiaru    | 4 juin 2016           |
| Après la première journée de procès, Phœnix et Maya retournent enquêter au Lac Gourd. Ils ne tardent pas à s'intéresser au mystérieux loueur de barque. En effet, ce n'est pas Durand que Benjamin a rencontré la veille de Noël, mais quelqu'un qui s'est fait passer pour lui; Phœnix compte étayer sa théorie en interrogeant ce drôle de loueur et son perroquet. |                                           |                                   |                                             |                       |
| 11 | Adieux et volte-face: 4e procès           | 逆転、そしてサヨナラ - 4th Trial  | Gyakuten, soshite Sayonara Fōsu Toraiaru    | 11 juin 2016          |
| Le procès est reporté au lendemain pour retrouver le témoin qui s'est enfui. Phœnix Wright en profite pour rassembler les dernières preuves dont il a besoin. |                                           |                                   |                                             |                       |
| 12 | Adieux et volte-face: Dernier procès      | 逆転、そしてサヨナラ - Last Trial | Gyakuten, soshite Sayonara Rasuto Toraiaru  | 18 juin 2016          |
| L'affaire concernant le meurtre de l'avocat Jean Durand au lac Gourd est terminée, mais c'était sans compter sur Benjamin qui est persuadé d'être coupable de la mort de son père. Pour prouver une bonne fois pour toutes l'innocence de son ami, Phœnix va devoir faire la lumière sur l'affaire DL-6. Une deuxième balle n'ayant jamais été retrouvée sur la scène du crime permet à l'avocat de déduire que le véritable meurtrier d'Henri Hunter n'est autre que Manfred von Karma, le mentor de Benjamin ; mais ce dernier a subtilisé des preuves à conviction ! Heureusement, les deux meilleurs amis peuvent compter sur Maya Fey et Paul Defès pour mettre au point un plan. |                                           |                                   |                                             |                       |
| 13 | Promesse et volte-face                    | 逆転の約束                        | Gyakuten no Yakusoku                        | 25 juin 2016          |
| Retour quinze ans en arrière, en 2001. Lorsque Wright est accusé d'avoir volé l'argent de Benjamin, ce dernier n'hésite pas, avec l'aide de Paul, à le défendre face à une classe convaincue de la culpabilité du jeune garçon. À la suite du procès scolaire, Phœnix, Benjamin et Paul deviennent des amis très proches. Ils étaient inséparables, jusqu'au jour où le père de Benjamin est froidement assassiné... Note : Cet épisode est un filler. |                                           |                                   |                                             |                       |

#### Phoenix Wright: Ace Attorney - Justice for All
| No | Titre en français                     | Titre original                                                         | Date de 1re diffusion |
| --- | ------------------------------------- | ---------------------------------------------------------------------- | --------------------- |
| 14 | Réunion et volte-face: 1er procès     | 再会、そして逆転 - 1st Trial Saikai, soshite Gyakuten Fāsuto Toraiaru  | 9 juillet 2016        |
| Les retrouvailles entre Phœnix et Maya sont de courte durée, car Maya est à nouveau accusée de meurtre à la suite d'une séance de channeling qui a mal tourné. Sans hésiter, l'avocat décide d'assurer sa défense. |                                       |                                                                        |                       |
| 15 | Réunion et volte-face: 2e procès      | 再会、そして逆転 - 2nd Trial Saikai, soshite Gyakuten Sekando Toraiaru | 16 juillet 2016       |
| Le procès démarre et Phœnix Wright se retrouve confronté à Franziska Von Karma, la fille de Manfred Von Karma et petite sœur adoptive de Benjamin. Pour innocenter Maya, il doit réussir à démontrer qu'une autre personne pouvait se trouver dans la salle close. |                                       |                                                                        |                       |
| 16 | Réunion et volte-face: 3e procès      | 再会、そして逆転 - 3rd Trial Saikai, soshite Gyakuten Sādo Toraiaru    | 23 juillet 2016       |
| De retour au village Khura'in avec Pearl, Phœnix Wright reprend ses investigations pour innocenter sa cliente. Au cours de la journée, Morgan Fey prend contact avec la police pour leur fournir de nouvelles informations sur l'affaire. |                                       |                                                                        |                       |
| 17 | Réunion et volte-face: Dernier procès | 再会、そして逆転 - Last Trial Saikai, soshite Gyakuten Rasuto Toraiaru | 30 juillet 2016       |
| L'accusation prétend que Maya possédée par l'esprit de Daisy Sperey aurait assassiné le docteur avant de rendre visite à Inès Sperey. Phœnix Wright doit donc trouver un moyen de contredire cette version et de déterminer le vrai coupable. |                                       |                                                                        |                       |
| 18 | Volte-face circus: 1er procès         | 逆転サーカス - 1st Trial Gyakuten Sākasu Sekando Toraiaru              | 6 août 2016           |
| Phœnix et Maya mènent une enquête parmi les artistes du cirque pour défendre leur nouveau client, Max Galactica. Cependant, sur place, tout le monde semble détester le célèbre magicien. |                                       |                                                                        |                       |
| 19 | Volte-face circus: 2e procès          | 逆転サーカス - 2nd Trial Gyakuten Sākasu Sekando Toraiaru              | 13 août 2016          |
| 20 | Volte-face circus: Dernier procès     | 逆転サーカス - Last Trial Gyakuten Sākasu Rasuto Toraiaru              | 20 août 2016          |
| 21 | Adieu ma volte-face: 1er procès       | さらば、逆転 - 1st Trial Saraba, Gyakuten Fāsuto Toraiaru              | 3 septembre 2016      |
| Gustavo Lonté, l'interprète du Samouraï d'Acier que Phœnix avait défendu précédemment, invite ce dernier ainsi que Maya et Pearl à la remise du Grand prix du Héros des Héros. Nos amis retrouvent Paul Defès, ainsi que Flavie Eïchouette, qui fait désormais partie de la sécurité. Malheureusement, Maya disparaît, et un meurtre est commis ! La victime est Juan Corrida, qui jouait le Ninja Billy. L'accusé présumé est son grand rival, Matt Engarde, qui incarne le Samouraï Nickel. Les choses se compliquent encore plus lorsque Phœnix reçoit un mystérieux émetteur-récepteur et que la personne à l'autre bout du fil lui explique avoir enlevé Maya. En échange de sa libération, il demande l'acquittement de Matt Engarde. Pas le choix, Phœnix doit accepter s'il veut sauver son assistante. Mais Franziska, que Wright devait affronter lors du procès, se fait tirer dessus sur le chemin du tribunal. Phœnix n'en croit alors pas ses yeux lorsque quelqu'un arrive dans la salle à la dernière minute pour prendre le relais. Et pour cause ! Ladite personne n'est autre qu'Hunter... |                                       |                                                                        |                       |
| 22 | Adieu ma volte-face: 2e procès        | さらば、逆転 - 2nd Trial Saraba, Gyakuten Sekando Toraiaru             | 10 septembre 2016     |
| L'arrivée de Benjamin pour assurer l'accusation du procès ne rend pas la tâche plus facile pour Phœnix. Le ravisseur de Maya ne lui a accordé qu'une journée afin d'obtenir le verdict "non coupable" pour Matt Engarde ; malgré les preuves dont il dispose et les contre-interrogatoires qu'il enchaîne, Nick n'arrive pas à prouver l'innocence de son client et commence à s'agiter... ce qui n'échappe pas à Hunter, que Nick et Pearl mettent au courant de l'enlèvement de Maya. Choqué lui aussi, Benjamin montre alors à l'avocat une carte de visite. Elle laisse à penser qu'un certain Bernick de Killer, tueur à gage notoire bien connu et recherché par la police, est impliqué. Les deux meilleurs amis mènent l'enquête ; un ours en peluche offert à la victime et truffé d'un micro-système de caméra de surveillance les amène alors à une conclusion terrifiante... |                                       |                                                                        |                       |
| 23 | Adieu ma volte-face: 3e procès        | さらば、逆転 - 3rd Trial Saraba, Gyakuten Sādo Toraiaru                | 17 septembre 2016     |
| Matt Engarde est bien le commanditaire de l'assassinat de Juan Corrida : il a fait appel à de Killer pour commettre le crime. Le choc est rude pour Phœnix, et le dilemme terrible : sauver Maya et laisser un assassin s'en tirer, ou condamner le coupable mais perdre Maya à jamais ? Phœnix ne peut désormais plus compter que sur lui-même... et bien sûr ses amis : tandis que l'inspecteur Dick Tecktiv et la police font de leur mieux pour retrouver Maya, au tribunal, Benjamin se sert des pièces à conviction pour retarder autant que faire se peut la conclusion du procès... Cela sera-t-il suffisant ? |                                       |                                                                        |                       |
| 24 | Adieu ma volte-face: Dernier procès   | さらば、逆転 - Last Trial Saraba, Gyakuten Rasuto Toraiaru             | 24 septembre 2016     |
| Grâce à l'aide de Pearl qui a réussi à invoquer Mia, la sœur de Maya et patronne de Wright, la police devrait pouvoir retrouver la jeune fille rapidement. Il vaut mieux, car au tribunal, c'est de Killer lui-même qui s'apprête à témoigner, via un talkie-walkie... et il accuse Andréa Landry ! Lorsque Franziska apporte une preuve décisive de la culpabilité de l'accusé, il ne tient plus qu'à Phœnix et Benjamin d'exposer les contradictions de de Killer et de faire enfin toute la lumière sur l'affaire. |                                       |                                                                        |                       |

### Saison 2

#### Phoenix Wright: Ace Attorney - Justice for All
| No | Titre en français    | Titre original                     | Date de 1re diffusion |
| --- | -------------------- | ---------------------------------- | --------------------- |
| 1 (25) | La volte-face perdue | 失われた逆転 Ushinawareta Gyakuten | 6 octobre 2018        |
| Juste avant le début de son procès pour défendre sa nouvelle cliente, Maguy Loiseau, Phoenix Wright est assommée par un mystérieux jeune homme. Pour la cliente de l'avocat qui se considère comme malchanceuse, le procès qui s'annonce risque d'être catastrophique puisque Phoenix Wright se retrouve amnésique. |                      |                                    |                       |

#### Phoenix Wright: Ace Attorney - Trials and Tribulations (1repartie)
| No | Titre en français                     | Titre original                                                | Date de 1re diffusion |
| --- | ------------------------------------- | ------------------------------------------------------------- | --------------------- |
| 2 (26) | La volte-face volée: 1er procès       | 盗まれた逆転 - 1st Trial Nusumareta Gyakuten Fāsuto Toraiaru  | 13 octobre 2018       |
| 3 (27) | La volte-face volée: 2e procès        | 盗まれた逆転 - 2nd Trial Nusumareta Gyakuten Sekando Toraiaru | 20 octobre 2018       |
| 4 (28) | La volte-face volée: 3e procès        | 盗まれた逆転 - 3rd Trial Nusumareta Gyakuten Sādo Toraiaru    | 27 octobre 2018       |
| 5 (29) | La volte-face volée: Dernier procès   | 盗まれた逆転 - Last Trial Nusumareta Gyakuten Rasuto Toraiaru | 3 novembre 2018       |
| 6 (30) | La volte-face mélodique               | 届け逆転のメロディ Todoke Gyakuten no Merodi                  | 10 novembre 2018      |
| Alors que Maya et Phœnix tournent une pub pour leur cabinet, une chanson renvoie le jeune homme à ses années collège. Trois ans après que le père de Benjamin a été froidement assassiné, Wright parvient à envoyer un message via radio à son meilleur ami. C'est grâce à ce message que Benjamin réussit à résoudre une affaire mêlant chiots, vache et samouraïs. Note : Cet épisode est un filler. |                                       |                                                               |                       |
| 7 (31) | Recette de volte-face: 1er procès     | 逆転のレシピ - 1st Trial Gyakuten no Resipi Fāsuto Toraiaru   | 17 novembre 2018      |
| Alors que Maya et Phœnix préparent leur cartes de vœux, Tektiv débarque à leur cabinet en exigeant qu'ils viennent en aide une nouvelle fois à Maguy Loiseau. Cette dernière a en effet été déclarée coupable à l'issue d'un procès lors duquel un faux Wright la défendait. |                                       |                                                               |                       |
| 8 (32) | Recette de volte-face: 2e procès      | 逆転のレシピ - 2nd Trial Gyakuten no Resipi Sekando Toraiaru  | 24 novembre 2018      |
| Le patron du restaurant où travaillait Maguy permet à Maya et Nick de remonter jusqu'à une société de courtiers en assurances peu scrupuleux. |                                       |                                                               |                       |
| 9 (33) | Recette de volte-face: Dernier procès | 逆転のレシピ - Last Trial Gyakuten no Resipi Rasuto Toraiaru  | 1er décembre 2018     |

#### Épisodes Fillers (Volte-face en express)
| No | Titre en français                     | Titre original                                                      | Date de 1re diffusion |
| --- | ------------------------------------- | ------------------------------------------------------------------- | --------------------- |
| 10 (34) | Volte-face en express: 1er procès     | 逆転特急、北へ - 1st Trial Gyakuten Tokkyū, Kita e Fāsuto Toraiaru  | 8 décembre 2018       |
| Lors de la veille du jour de l'an, Wright et son assistante son invités à bord de L'étoile d'argent, un train de luxe. Ils y retrouvent l'inspecteur Dick Tektiv, ainsi que le juge. Tous les quatre n'ont qu'un seul but, profiter du voyage. Ils n'imaginent alors pas qu'il s'agit d'une machination du propriétaire du train, Richard Lhéritier, afin de réviser son procès. |                                       |                                                                     |                       |
| 11 (35) | Volte-face en express: 2e procès      | 逆転特急、北へ - 2nd Trial Gyakuten Tokkyū, Kita e Sekando Toraiaru | 15 décembre 2018      |
| Phœnix accepte de défendre Lhéritier, et se retrouve face à Semal Barrey, un procureur américain. Sans aucune preuve, et malgré tous les témoins présents lors du drame, la tâche ne s'annonce pas simple. De son côté, l'inspecteur Tektiv parvient tant bien que mal à entrer en contact avec Benjamin Hunter et lui demande désespérément de l'aide. En fouillant dans les archives, le procureur découvre ce qui pourrait bien être une fraude organisée, derrière le procès qu'a subi Lhéritier par le passé. |                                       |                                                                     |                       |
| 12 (36) | Volte-face en express: Dernier procès | 逆転特急、北へ - Last Trial Gyakuten Tokkyū, Kita e Rasuto Toraiaru | 22 décembre 2018      |
| Un témoin capital a été assassiné. De fil en aiguille, Wright en arrive à la conclusion que le meurtrier n'est autre que le procureur Barrey ; ce dernier est également responsable du verdict coupable reçu par Lhéritier lors de son précédent procès. Seulement, les preuves manquent... Heureusement, Benjamin vient au secours de son meilleur ami. Grâce à son aide, Lhéritier est assuré de voir son procès révisé.                                                                                         |                                       |                                                                     |                       |

#### Phoenix Wright: Ace Attorney - Trials and Tribulations (2epartie)
| No | Titre en français                      | Titre original                                                  | Date de 1re diffusion |
| --- | -------------------------------------- | --------------------------------------------------------------- | --------------------- |
| 13 (37) | Souvenir et volte-face                 | 思い出の逆転 Omoide no Gyakuten                                 | 19 janvier 2019       |
| Cinq ans avant les évènements de Volte-face en express, Wright se retrouve sur le banc des accusés pour le meurtre de Patrick Hauméot, étudiant en médecine de son université. Il fait alors la connaissance de Mia Fey, avocate débutante, qui reprend du service après une année de pause à la suite d'un premier procès hautement traumatisant. Elle est accompagnée de Samuel Rosenberg. Au cours du procès, Mia parvient, non sans difficultés, à démontrer que le véritable meurtrier est la petite amie de Phœnix, Dahlia Plantule, une fille par ailleurs liée à d'autres affaires criminelles... Reconnu innocent, Phœnix remercie Mia, et est plus déterminé que jamais à devenir avocat pour venir en aide à son meilleur ami. Cinq ans plus tard, devenu avocat, il a réussi à sauver Benjamin, et Mia, même décédée, reste présente à leurs côtés. Note : Cet épisode dure 45 minutes. |                                        |                                                                 |                       |
| 14 (38) | La volte-face au son des vagues        | 逆転の潮騒が聞こえる Gyakuten no shiosai ga kikoeru             | 26 janvier 2019       |
| Pearls a cassé un coquillage que Maya lui avait offert lorsqu’elle l’avait emmenée voir la mer. Elle vient donc demander l’aide de Wright pour l’aider à en trouver un semblable. En enquêtant à la plage, le duo tombe sur Maya, qui leur explique qu’elle tient elle-même ce coquillage de sa sœur, augmentant la culpabilité de Pearl. Les choses s’arrangent lorsque Nick découvre que la conque sert en fait d’assiette dans un restaurant. Il propose d’en offrir un à Pearls, mais celle-ci refuse. Des années auparavant, Mia laisse sa place de maître de Kurain à Maya, afin de devenir avocate et de faire la lumière sur l’affaire DL-6. Note : Cet épisode est un filler. |                                        |                                                                 |                       |
| 15 (39) | La volte-face initiale: 1er procès     | 始まりの逆転 - 1st Trial Hajimari no Gyakuten Fāsuto Toraiaru   | 2 février 2019        |
| Douze mois avant de rencontrer Phœnix, Mia fait ses premiers débuts au tribunal, en compagnie de son collègue Armando. Elle doit défendre Régis Florimet, accusé du meurtre d'une policière. Face à elle, un jeune procureur brillant dont c'est également la première affaire : Benjamin Hunter. |                                        |                                                                 |                       |
| 16 (40) | La volte-face initiale: Dernier procès | 始まりの逆転 - Last Trial Hajimari no Gyakuten Rasuto Toraiaru  | 9 février 2019        |
| Le procès de Florimet se termine de manière dramatique et marquera Mia et Benjamin pour toute leur vie. |                                        |                                                                 |                       |
| 17 (41) | Le pont des volte-face: 1er procès     | 華麗なる逆転 - 1st Trial Karei naru Gyakuten Fāsuto Toraiaru    | 16 février 2019       |
| 18 (42) | Le pont des volte-face: 2e procès      | 華麗なる逆転 - 2nd Trial Karei naru Gyakuten Sekando Toraiaru   | 23 février 2019       |
| 19 (43) | Le pont des volte-face: 3e procès      | 華麗なる逆転 - 3rd Trial Karei naru Gyakuten Sādo Toraiaru      | 2 mars 2019           |
| 20 (44) | Le pont des volte-face: 4e procès      | 華麗なる逆転 - 4th Trial Karei naru Gyakuten Fōsu Toraiaru      | 9 mars 2019           |
| 21 (45) | Le pont des volte-face: 5e procès      | 華麗なる逆転 - 5th Trial Karen naru Gyakuten Fifusu Toraiaru    | 16 mars 2019          |
| 22 (46) | Le pont des volte-face: 6e procès      | 華麗なる逆転 - 6th Trial Karen naru Gyakuten Sikkususu Toraiaru | 23 mars 2019          |
| 23 (47) | Le pont des volte-face: Dernier procès | 華麗なる逆転 - Last Trial Karen naru Gyakuten Rasuto Toraiaru   | 30 mars 2019          |